# The Sinderellas
The Sinderellas sind eine 2009 gegründete deutsche Künstlergruppe, die ihre Songs mit den Attributen des New Burlesque vereinen. Der bewusst zweideutige Bandname ist eine Anspielung auf die Märchenfigur Cinderella und auf das englische Wort „sin“ (deutsch Sünde).

## Geschichte
Zu Beginn 2009 bestand die Gruppe aus fünf Mitgliedern; inzwischen sind sie zu viert. Die Bandmitglieder, Nathalie Tineo, Belle la Donna, Lily of the Valley (Hamburg) und Eden (Berlin), sammelten schon vor der Zeit bei The Sinderellas Erfahrungen im Showgeschäft und verbuchten bereits Erfolge als Showgirls, Models, Sängerinnen und Tänzerinnen. Hierbei standen sie u. a. mit der Burlesque-Tänzerin Dita von Teese auf der Bühne. 2009 führten gemeinsame Veranstaltungen die Künstlerinnen zusammen und es entstand die Idee, Burlesque und Erotik mit modernem Sound mit Retro-Stilelementen aus diversen Genres und extravaganter Mode zu kombinieren. Die Plattenfirma Warner Music Germany nahm die Gruppe unter Vertrag. Ein Jahr lang arbeiteten The Sinderellas gemeinsam mit dem schwedischen Produzenten Stefan Örn in Stockholm an den Songs für ihr Debütalbum „Secrets & Sins“, das am 26. Oktober 2012 in Deutschland erschien. Kurz darauf wurde das Album auch in Österreich, der Schweiz und Polen veröffentlicht.
Seit Oktober 2012 treten The Sinderellas mit ihrer musikalisch-erotischen Live-Show „Secrets & Sins“ dreimal pro Woche im Club Gruenspan in der Hamburger Großen Freiheit auf und zeigen eine Mischung aus sinnlichem Burlesque-Tanz, Showeinlagen, aufwändigen Kostümen und Liedern ihres Debütalbums. Live werden außerdem auch Lieder gespielt, die nicht auf dem Album zu finden sind. Unterstützt wird die Gruppe von einer sechsköpfigen Band sowie Licht- und Videoprojektionen.

## Diskographie
- 2012: „Secrets & Sins“, Warner Music Group